# Accademia Disney
Accademia Disney è stata una scuola finalizzata ad addestrare artisti da impiegare nella realizzazione di storie a fumetti della Disney in Italia; è stata fondata e guidata da Giovan Battista Carpi.

## Storia
Fondata nel 1988 sotto il nome di "Scuola Disney" da Giovan Battista Carpi e successivamente ribattezzata "Accademia Disney" nel 1993, è stata un'istituzione privata della Walt Disney Company creata con l'intento di sviluppare nuovi talenti capaci di operare nel mercato nel mondo dell'illustrazione e della narrazione visiva in conformità con lo stile Disney.
Nel 1993 Roberto Santillo è succeduto a Carpi nel ruolo di direttore dell'accademia contribuendo ulteriormente allo sviluppo di questa istituzione anche sul piano internazionale, espandendo l'attività dell'Accademia Disney a nazioni come Cina, Giappone, India, Corea del Sud, ecc.
Tramite i suoi corsi l'Accademia Disney ha contribuito alla formazione di artisti, illustratori, coloristi, inchiostratori e modellatori, oltre che allo sviluppo dei più famosi brandDisney.
Tra i maestri che hanno contribuito alla sua attività si annoverano i nomi di Romano Scarpa, Giovan Battista Carpi, Giorgio Cavazzano, Roberto Santillo, Alessandro Sisti, Valeria Turati, Andrea Freccero, Paolo Mottura, Alberto Lavoradori, Silvia Ziche, Fabio Celoni, Claudio Sciarrone, Silvio Camboni, Alessandro Perina e molti altri ancora.
Nel 2013 l'Accademia Disney ha cessato ufficialmente la sua attività a conclusione di un ciclo creativo ventennale che ha visto nascere artisti come Alessandro Barbucci, Barbara Canepa, Stefano Turconi, Massimiliano Narciso, Giovanni Rigano e altri.

## Direttori
- Giovan Battista Carpi
- Roberto Santillo

## Maestri
- Giovan Battista Carpi
- Romano Scarpa
- Roberto Santillo
- Giorgio Cavazzano
- Silvia Ziche
- Alessandro Barbucci
- Barbara Canepa
- Stefano Turconi
- Alessandro Sisti
- Alberto Savini

## Artisti
- Marco Ghiglione
- Stefano Attardi
- Fabio Celoni
- Elisabetta Melaranci
- Claudio Sciarrone
- Silvio Camboni
- Massimiliano Narciso
- Giovanni Rigano
- Daniela Vetro
- Paolo Campinoti
- Danilo Loizedda
- Paola Antista
- Marieke Ferrari
- Alessandro Ferrari
- Cristina Giorgilli
- Massimo Rocca
- Luca Usai
- Benedetta Barone
- Emilio Grasso
- Caterina Giorgetti
- Fabio Pochet
- Marina Baggio
- Gianfranco Florio
- Stefania Fiorillo
- Giuseppe Fontana
- Angela Capolupo
- Michela Frare
- Gianluca Paniello
- Giorgio Vallorani
- Francesco Abrignani
- Federico Bertolucci
- Massimo Asaro